# Salvekvick och kvacksalveri
Salvekvick och kvacksalveri. Alternativmedicinen under luppen (ISBN 978-91-7343-183-5) är en bok från 2008 om alternativmedicin skriven av Simon Singh och Edzard Ernst. Utdrag ur boken har publicerats av Dagens Nyheter (om homeopati) och Folkvett (om akupunktur).

## Mottagande
Boken fick allmänt sett mycket goda recensioner. New England Journal of Medicine skrev om boken och sade följande om författarna: "Simon Singh är fysiker och vetenskapsjournalist, och hans medförfattare, Edzard Ernst, är läkare och professor i komplementärmedicin. Ernst är en av de bäst kvalificerade personerna för att summera det vetenskapliga stödet inom ämnesområdet."
Daily Telegraph fann att boken är "en välskriven, noggrann vetenskapligt vinklad undersökning av hälsopåståendena inom flera alternativmedicinska områden: akupunktur, homeopati, kiropraktik och örtmedicin. Resultaten är bleka. I inget exempel, förutom i begränsad utsträckning inom örtmedicinen, kan någon av dessa "terapier" sägas fungera. I själva verket kan de vara hälsovådliga."
Nature gav också överlag en positiv recension med invändningen att författarnas tvärsäkerhet "speglar den hos alternativmedicinens anhängare, vilket fortsätter diskussionens skyttegravskrig."